# Lexmark

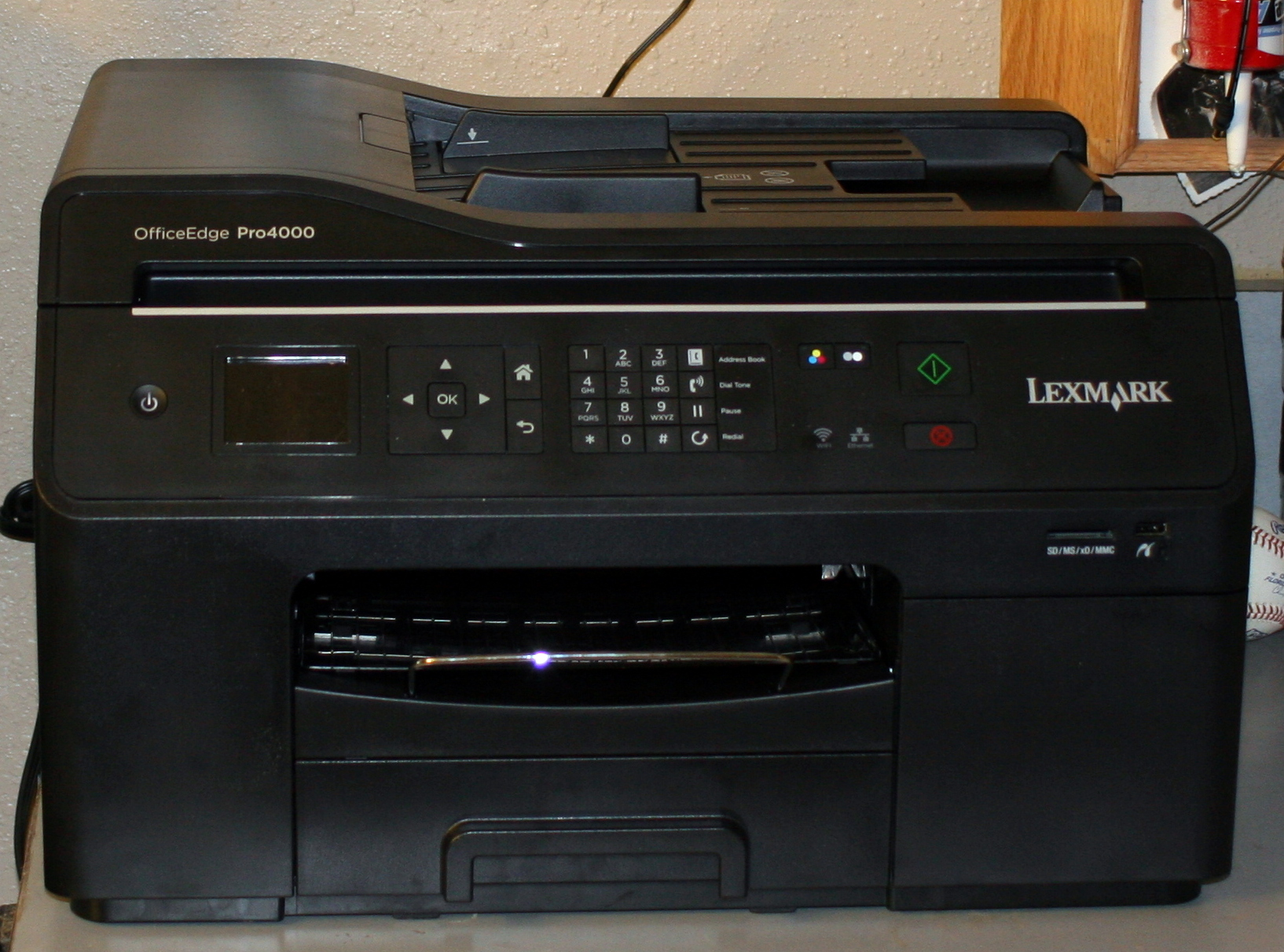
Lexmark OfficeEdge Pro4000 Multifunktionsgerät

Die Lexmark International, Inc. ist ein 1991 in den USA gegründetes Unternehmen mit insgesamt über 8.000 Mitarbeitern, welches Drucker-Hardware und zudem Software für diesen Bereich herstellt und vertreibt. Zur Produktpalette gehören Laser-Multifunktionsdrucker und Matrixdrucker sowie entsprechendes Zubehör. Lexmark ist außerdem ein Anbieter von Software im Bereichen Managed Print Services (MPS) sowie Dokumenten-Management.
Lexmark Inc. erzielte im Jahr 2015 einen Umsatz von 3,55 Milliarden US-Dollar und beschäftigte weltweit ca. 13.000 Mitarbeiter. CEO der Lexmark International, Inc. ist seit 2019 Allen Waugerman.
Im April 2016 wurde die Übernahme Lexmarks seitens der chinesischen Apex Technology und PAG Asia Capital für 3,6 Milliarden US-Dollar bekanntgegeben. Der Abschluss der Akquisition erfolgte am 30. November 2016.

## Organisation
Der Hauptsitz von Lexmark International befindet sich in Lexington (Kentucky), USA. Die Europazentrale ist in Genf beheimatet. Die europäischen Zentrallager befinden sich in Venlo und Turnhout.
Die deutsche Tochter des international agierenden Konzerns ist die Lexmark Deutschland GmbH, die ihren Hauptsitz in Neu-Isenburg (nahe Frankfurt) hat.
Die alleinige Gesellschafterin der Lexmark Deutschland GmbH ist die Lexmark International Technology, S.A., eine Aktiengesellschaft nach Schweizer Recht mit Geschäftssitz in Meyrin, Genf, Schweiz.
Die Service- und Support-Standorte für den EMEA-Wirtschaftsraum befinden sich in Sofia und Lissabon (für Deutschland, die Schweiz, Österreich, Italien, Polen, Portugal, Belgien, Niederlande und Luxemburg), Schweden (für Norwegen, Dänemark, Finnland und Schweden), Rabat (für französischsprachige Länder und Spanien) und Bengaluru (für Großbritannien).

## Unternehmensgeschichte
Lexmark International, Inc. wurde 1991 nach Verkauf der Drucker- und Tastatur-Sparte von IBM an die Private-Equity-Gesellschaft Clayton & Dubilier, Inc. gegründet. Hauptsitz ist Greenwich, Connecticut, USA. Lexmark stellte 1991 seinen ersten Tintenstrahldrucker vor, den IBM Color Jetprinter PS 4079. Mit dem IBM ExecJet II 4076 präsentierte Lexmark 1993 seinen ersten Schwarz/Weiß-Tintenstrahldrucker mit selbst entwickeltem Druckwerk. Mit der Optra-Familie präsentierte Lexmark 1994 die ersten Laserdrucker, die mit einer echten Auflösung von 1200 × 1200 dpi drucken. Lexmark ging 1995 an die Börse und wird an der New York Stock Exchange unter dem Kürzel LXK gelistet. Mit dem Lexmark 7000 Color Jetprinter stellte Lexmark 1997 den ersten Tintenstrahldrucker vor, der mit einer Auflösung von 1.200 × 1.200 dpi druckt. Die Firma kooperiert seit 1998 mit Compaq und vertreibt Tintenstrahldrucker unter dem Label Compaq. Lexmark präsentierte 1998 den ersten 2-in-1-Drucker, den Lexmark 5770 Photo Jetprinter, mit dem Anwender digitale Fotos bearbeiten, drucken und speichern können, ohne dafür einen PC benutzen zu müssen. Lexmark erweiterte 1999 sein Angebot um den Bereich Managed Print Services (MPS). Dieser beinhaltet das Management der Druckerflotte und der Verbrauchsmaterialien ebenso wie Consulting-Leistungen und Service der Geräteflotte.
Im Jahre 2000 wurde die erste modulare Multifunktionslösung eingeführt. Seit 2001 wird mit IBM kooperiert und Lexmark vertreibt (wieder) Laserdrucker unter dem Label IBM. Ein Jahr später wurde die Kooperation mit Dell aufgenommen und Lexmark vertreibt Tintenstrahl- und Laserdrucker unter dem Label Dell. 2002 kam der erste Farbtintenstrahldrucker mit 4800 dpi auf dem Markt. Zum kabellosen Drucken kam 2007 eine W-LAN-Serie von Tintenstrahlgeräten heraus. 2012 wurde eine Restrukturierung angekündigt. Bis Ende 2013 wurde die Produktion von Tintenstrahldruckern eingestellt und 1700 Mitarbeiter wurden entlassen Lexmark verkaufte 2013 seine Tintensparte (einschließlich einer philippinischen Produktionsstätte sowie rund 1.500 Patenten) für rund 100 Mio. Dollar an den japanischen Konzern Funai Electric Ende August 2013 wurde eine Übernahmevereinbarung mit der Saperion AG abgeschlossen. (Deutschland, Berlin), über 72 Mio. USD, getroffen.

Altes Logo von Lexmark (bis 2015)

Die Saperion AG stellt Enterprise Content Management (ECM) und Business Process Management (BPM) Software her.
Die Übernahme von Kofax (USA, Kalifornien), für 1 Milliarde US-Dollar wurde 2015 angekündigt. Kofax stellt unter anderem Scanning und Optical Character Recognition (OCR) Software her. Die Lexmark Deutschland GmbH zog im September 2015 von Dietzenbach (Kreis Offenbach) nach Neu-Isenburg (Kreis Offenbach) um.
Ebenfalls im Jahr 2015 erneuerte Lexmark seinen Markenauftritt und führte ein neues Logo für sein Unternehmen ein. Das neue Logo in verschiedenen Grüntönen symbolisiert eine Blendenöffnung und soll für das erweiterte Angebot und die Fokussierung auf Branchenlösungen stehen.
Im Dezember 2024 wurde bekannt, dass Xerox Lexmark übernehmen möchte. Am 1. Juli wurde diese abgeschlossen und Lexmark dabei mit 1,5 Milliarden USD bewertet.

## Geschäftsbereiche
Der Bereich Imaging Solutions and Services (ISS) bietet Laserdrucker, Multifunktionsdrucker, dazugehörige Betriebsstoffe und Verbrauchsmaterialien, Software, Softwarelösungen und Managed Print Services (MPS) für Firmen. Zusätzlich werden eine Reihe an Dienstleistungen wie Wartung, Beratung und Systemintegration durch Lexmark Global Services angeboten.